# إيهاب مخلوف
إيهاب مخلوف (21 يناير 1973 - 8 ديسمبر 2024) رجل أعمال سوري، وشقيق رجل الأعمال رامي مخلوف، وضابط المخابرات ورجل الأعمال إياد مخلوف، وابن خال الرئيس السوري المخلوع بشار الأسد. فرض عليه كلٌّ من الاتحاد الأوربي ووزارة الخزانة الأمريكية ووزارة الخزانة البريطانية عقوبات بسبب تورُّطه في العنف تجاه المدنيين في الثورة السورية.

## مسيرته المهنية
تولى إيهاب منصبَ نائب رئيس مجلس إدارة شركة سيريتل وهي شركة اتصالات سورية يملكها شقيقه رامي مخلوف. ثم استقال في عام 2020 عقب الخلاف الذي وقع بين شقيقه رامي والحكومة السورية، معلنًا ولاءه للرئيس بشار الأسد.
في عام 2020، منحت الحكومة السورية إيهاب مخلوف وشريكه رجل الأعمال الكويتي والنائب السابق عبد الحميد دشتي عقدًا لتشغيل الأسواق الحرَّة في سوريا.

## مقتله
قُتل إيهاب مخلوف بالرصاص في 7 ديسمبر 2024 مع عدد من الأشخاص الآخرين، عند محاولتهم الفرار من دمشق بعد سقوط المدينة في أيدي المعارضة السورية؛ وأصيب أخوه إياد مخلوف في إطلاق النار.